# Swissness

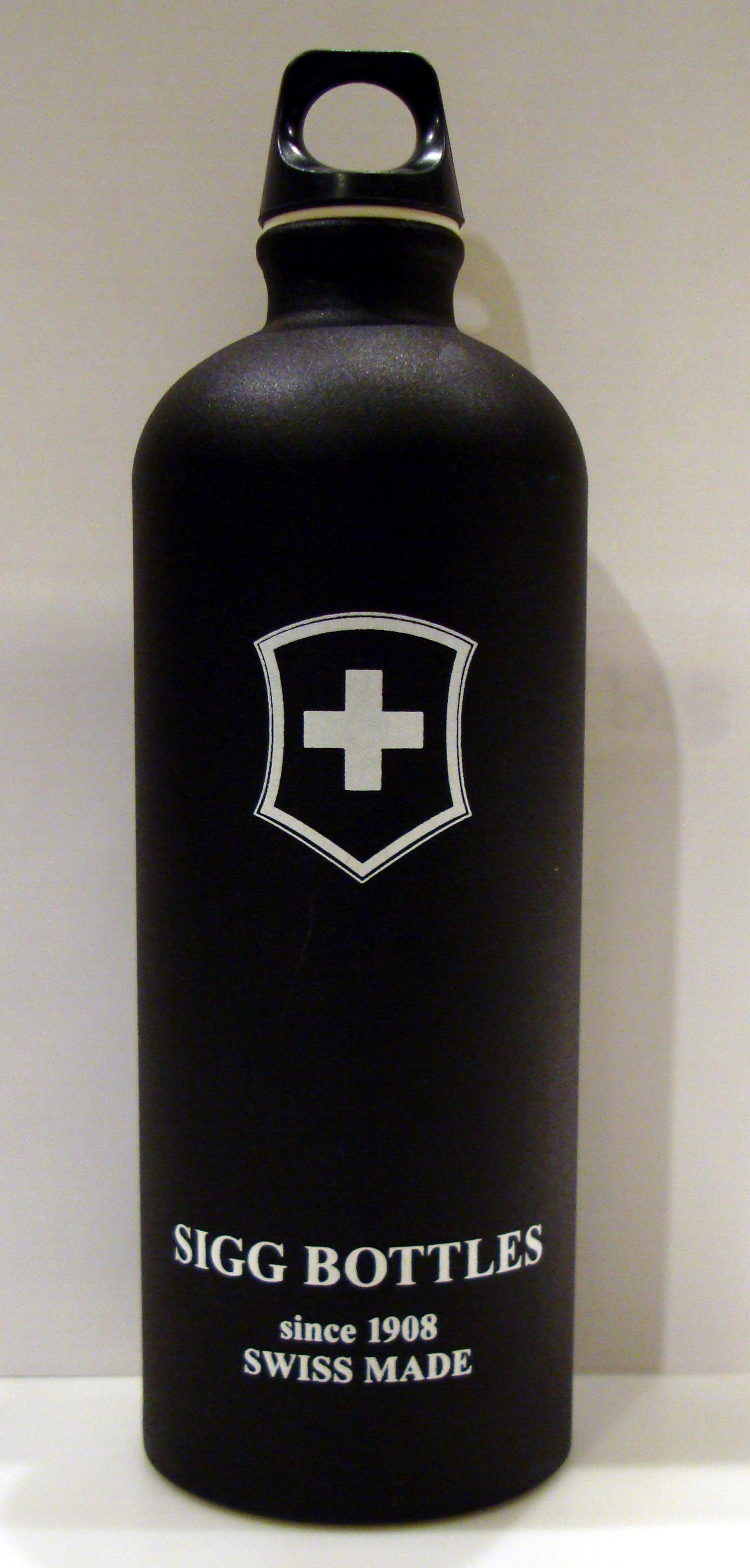
SIGG-Flasche mit Schweizerkreuz

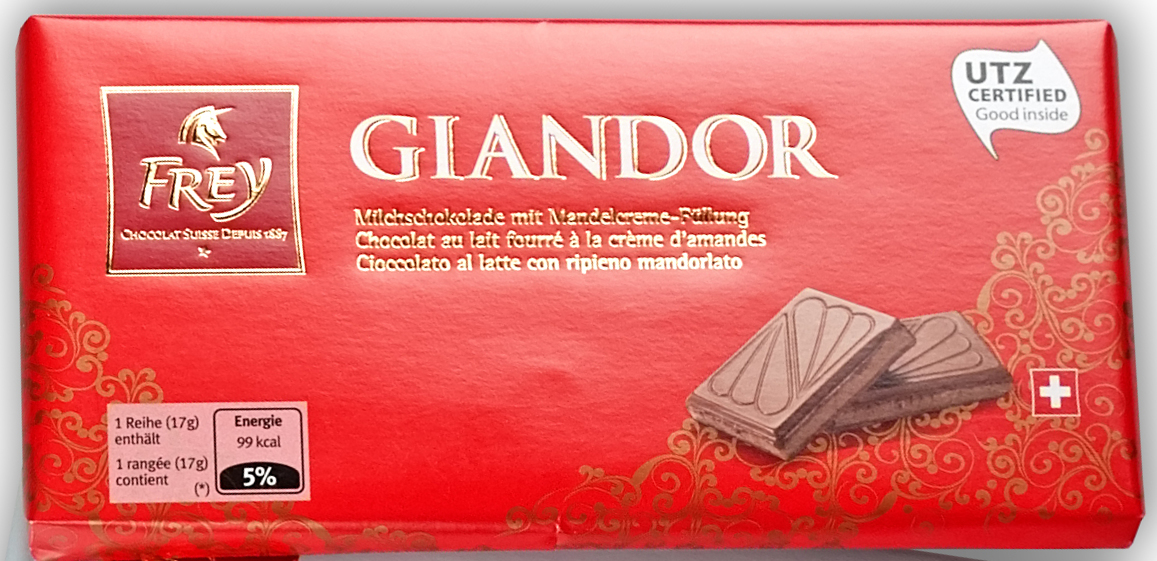
Schweizer Schokolade mit Schweizer Flagge (rechts)

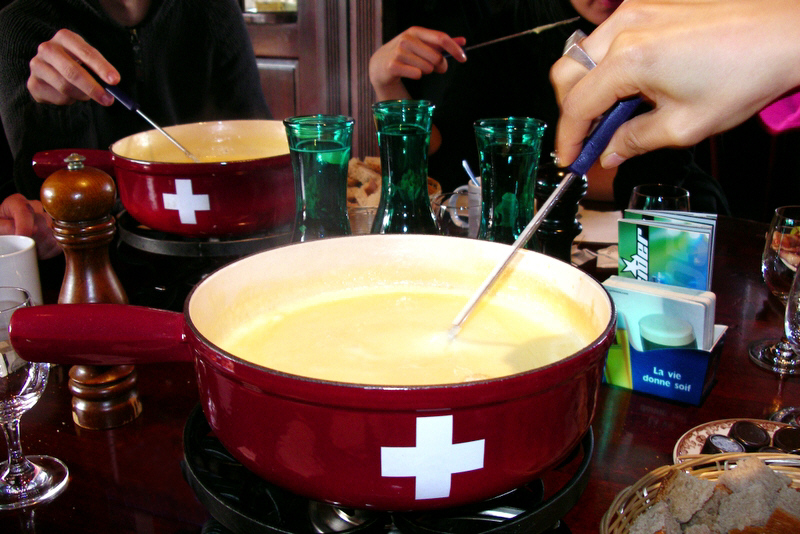
Fondue-Caquelon mit Schweizerkreuz

Der Begriff Swissness (Marke Schweiz, in der Romandie auch suissitude genannt) ist ein zum Ende der 1990er Jahre in der Schweiz aufgekommener scheinanglizistischer Neologismus. Der Modebegriff postuliert die Dachmarkenstrategie, die Schweiz wirtschaftlich als trendige Marke zu positionieren. Die positiv konnotierten Attribute Fairness, Präzision, Zuverlässigkeit, politische Stabilität, Natürlichkeit und Sauberkeit sollen in einem Begriff zusammengefasst und als typisch schweizerisch insbesondere auch im Ausland vermarktet werden.

## Geschichte
Für das Corporate Design der Swissness wird grafisch das Schweizerkreuz in verschiedenen Variationen verwendet, das im Design neue Beliebtheit errungen hat und heute T-Shirts, Handtaschen und weitere Accessoires ziert. Auf ähnliche Weise lehnten bereits seit längerem Schweizer Unternehmen wie Swissair, Swatch, SIGG und Victorinox ihre Firmennamen und Unternehmenslogos an Namen und Symbole der Schweiz an.
Die Herkunftsbezeichnung Made in Switzerland resp. Swiss made hatte sich bereits u. a. in der Uhrenbranche etabliert. Um generell Missbräuche bei der Verwendung des Schweizerkreuzes und des Namens Schweiz im Ausland und in der Schweiz mit energischeren Massnahmen zu bekämpfen, unterstützte der Bundesrat das Projekt Suissitude/Swissness. Wie einem am 15. November 2006 veröffentlichten Bericht über den Schutz der Bezeichnung Schweiz und des Schweizerkreuzes zu entnehmen war, sollte mit der Gesetzesänderung mehr Klarheit und rechtliche Sicherheit bei der Verwendung der Bezeichnung «Schweiz» und des Schweizerkreuzes für Produkte und Dienstleistungen geschaffen werden.
Swissness ist ein wichtiges Verkaufsargument für zahlreiche Unternehmen. Die „Marke Schweiz“ geniesst einen hervorragenden Ruf sowohl im In- als auch im Ausland und verschafft ihren Nutzern einen entscheidenden Mehrwert und/oder Kaufpräferenz.
Seit dem 1. Januar 2017 ist die Swissness-Gesetzgebung in Kraft. Sie hat zum Ziel, die Bezeichnung „Schweiz“ und die Verwendung des Schweizerkreuzes besser zu schützen und deren Missbrauch zu verhindern, damit der Wert der «Marke Schweiz» langfristig erhalten bleibt. In der Swissness-Gesetzgebung werden die Anforderungen definiert, die Waren oder Dienstleistungen erfüllen müssen, damit sie als „schweizerisch“ gekennzeichnet werden dürfen. Wer diese Kriterien erfüllt, darf die Schweizer Herkunftsangabe freiwillig und ohne Bewilligung benutzen.
Das Bundesgesetz über den Schutz von Marken und Herkunftsangaben (Markenschutzgesetz, MSchG, SR 232.11) bildet die Rechtsgrundlage der Swissness.
Die Waren sind zwecks Bestimmung ihrer Herkunft in drei Kategorien eingeteilt:
- Naturprodukte (Art. 48a MSchG)
- Lebensmittel (Art. 48b MSchG) und
- industrielle Produkte (Art. 48c MSchG)

In der Verordnung über die Verwendung von schweizerischen Herkunftsangaben für Lebensmittel (HasLV, SR 232.112.1) werden die Regelungen der Swissness bei Lebensmitteln konkretisiert. Dafür ist das BLW zuständig.

## Das Wichtigste in Kürze
Art. 48b des Markenschutzgesetzes regelt die Anforderungen für die Verwendung der Schweizer Herkunftsangabe bei Lebensmitteln bereits detailliert. Im Unterschied zu industriellen Produkten und zu den Dienstleistungen kommt bei Lebensmitteln ein rohstoffbasierter Ansatz zur Anwendung.
Die Schweizer Herkunftsangabe eines Lebensmittels ist gegeben, wenn die folgenden beiden Anforderungen erfüllt sind:
- mindestens 80 % der Rohstoffe kommen aus der Schweiz (100 % bei Milch und Milchprodukten);
- der wesentliche Verarbeitungsschritt erfolgt in der Schweiz.

Markenschutzgesetz Art. 48b Lebensmittel Gegenstand der Verordnung Flächen im Ausland (Art. 48 Abs. 4 MSchG und Art. 2 HasLV) Branchenmechanismus Durchsetzung Evaluation der Auswirkungen der Swissness-Gesetzgebung

## Bedeutung
Der Begriff Swissness findet nicht nur in Wirtschaft und Tourismus Verwendung, sondern auch in gesellschaftlichen Fragen und als politisches Schlagwort. Die Swissness kann als Pendant zur Italianità gesehen werden, so soll sie an das durch die Globalisierung scheinbar angeschlagene Selbstvertrauen der Schweizer appellieren – also eine marktwirtschaftlich geprägte Identität schaffen. Andererseits soll sie die Kauffreude an Produkten aus Schweizer Herstellung sowie an Designobjekten mit dem Schweizerkreuz verbreiten.
Nach Ansicht des Zürcher Historikers Jakob Tanner habe eine Person, die den Ausdruck «Swissness» verwende, die nationalen Schweizer Symbole im Sinn. Diese seien losgelöst von der staatlichen Autorität zu Logos geworden und hätten sich auf diesem Wege in den globalen Wettbewerb integriert. Tanner beschreibt Swissness als Gegenbegriff zum politischen Schlagwort des Sonderfalles Schweiz, der geprägt sei von einem Bedrohungskomplex und von Überfremdungsangst. Gemäss Tanner handelt es sich dabei um einen gelassenen, gemäss dem Zürcher Soziologen Kurt Imhof um einen leichtfüssigen Patriotismus. Der Schweizer Schriftsteller Hugo Loetscher sah darin die Gefahr eines reaktionären Konservatismus.

## Verwendung und Markenrechte
Das Schweizer Fernsehen kommentierte am 1. Februar 2007 die Markteinführung eines neuen, in der Schweiz hergestellten Milchproduktes mit: «Mehr ‹Swissness› bei Coop». Aktuell wird insbesondere ein stärkerer Markenschutz für die Schweiz und für Schweizer Symbole diskutiert.
Am 21. Juni 2013 hat das Parlament mit der Änderung des Bundesgesetzes über den Schutz von Marken und Herkunftsangaben (Markenschutzgesetz, MSchG) und jener des Bundesgesetzes über den Schutz des Schweizerwappens und anderer öffentlicher Zeichen (Wappenschutzgesetz, WSchG) die so genannte „Swissness-Vorlage“ angenommen. Die Swissness-Vorlage hat zum Ziel, den wirtschaftlichen Wert der schweizerischen Herkunft eines Produktes nachhaltig und langfristig zu sichern.
Seit dem 1. Januar 2017 gilt die neue Swissness-Verordnung. Beispielsweise gilt nun für Schweizer Zucker, dass mindestens 80 Prozent der enthaltenen Rohstoffe aus dem Inland stammen müssen, damit der Zucker noch mit der Herkunft Schweiz beworben werden darf. Inzwischen wurde dieser Wert beim Zucker auf 40 Prozent gesenkt. Ein Fall bei Zweifel-Chips zeigt, dass offenbar die Jahresbilanz entscheidend sein kann. Demnach dürfen eine gewisse Zeit lang importierte Kartoffeln verarbeitet werden, wenn die Jahresbilanz am Schluss stimmt. Ausnahmen im Swissness-Gesetz gibt es u. a. für Schweizer Schokolade und Bündnerfleisch, da dort ein hoher Anteil der Rohstoffe importiert wird. Weiter wird ein Rohstoff nicht berücksichtigt, wenn dessen Selbstversorgungsgrad unter 20 Prozent liegt. Falls der Selbstversorgungsgrad zwischen 20 und 49,9 Prozent liegt, wird der betreffende Rohstoff zur Hälfte berücksichtigt. Erst wenn der Selbstversorgungsgrad mindestens 50 Prozent beträgt, wird der betreffende Rohstoff voll berücksichtigt. Daneben gibt es noch einige weitere Ausnahmen. Produkte, die in den beiden Schweizer Zollanschlussgebieten Fürstentum Liechtenstein und Büsingen am Hochrhein sowie in Vorarlberg und den beiden Départementen Haute-Savoie und Ain hergestellt werden, dürfen als Schweizer Produkt ausgelobt werden.
Im Februar 2020 wurde die Kritik geäussert, dass Gerichte in Coop-Restaurants mit einem grossen Schweizerkreuz angepriesen werden, obschon weite Teile der verwendeten Zutaten (in jenem Fall Poulet aus Slowenien) importiert sind. Da jedoch auf demselben Plakat jeweils die Herkunft des Fleisches in kleiner und leicht zu übersehender Schrift deklariert ist, sieht Coop keinen Handlungsbedarf. Die Schweizerfahne stehe für «typische Schweizer Rezepte». Im selben Monat wurde bekannt, dass Otto’s die Schweizer Kreuze auf Schuhen entfernen lassen muss, da weniger als 60 Prozent der Herstellungskosten in der Schweiz angefallen waren.
Im März 2023 wurde bekannt, dass die von Mondelez bislang ausschließlich in einem Werk nahe Bern produzierte Toblerone künftig auch in der Slowakei hergestellt wird und dann nicht mehr als «schweizerisch» bezeichnet werden darf. Deshalb wurde im Sommer 2023 – mit dem Beginn der Produktionsverlagerung – eine neue Verpackung gestaltet und die Marke als «in der Schweiz gegründet» positioniert, so der Konzern. Die neue Verpackung ziert auch ein neues Logo. Es handelt sich um «ein modernisiertes und gestrafftes Berglogo, das mit der geometrischen und dreieckigen Ästhetik übereinstimmt». Die Silhouette des Matterhorns ist verschwunden.